# Stephanopis quimiliensis
Stephanopis quimiliensis es una especie de araña del género Stephanopis, familia Thomisidae.

## Distribución
Se distribuye por Argentina.

## Taxonomía
Fue descrita por Mello-Leitao en 1942.
Tratamiento taxonómico
La especie aparece registrada y publicada en Mello-Leitao 1942b: 408, f. 33-34.